# Christian Haller (Snowboarder)
Christian Haller (* 28. Oktober 1989 in Davos) ist ein ehemaliger Schweizer Profi-Snowboarder. Sein Spitzname in der Szene ist Hitsch.

## Werdegang
Der in der Halfpipe und im Big Air startende Haller konnte bereits mit 14 Jahren 2003 sein erstes FIS-Rennen in seiner Heimat Davos gewinnen. Am 30. Januar 2004 startete er erstmals im Snowboard-Europacup und konnte bereits das erste Rennen in Bischofswiesen gewinnen. Am 29. Oktober 2004 startete er erstmals im Snowboard-Weltcup. Bei der Junioren-Weltmeisterschaft 2005 in Zermatt wurde er in der Halfpipe Siebenter. Ein Jahr später wurde er bei der Junioren-Weltmeisterschaft in Vivaldi Park auf der Halfpipe 24. und startete erstmals auch im Big Air, wo er am Ende Vierter wurde und nur knapp die Medaillenränge verpasste. Bei den Schweizer Meisterschaften 2006 in Zermatt gewann er die Bronzemedaille in der Disziplin Big Air und wurde in der Halfpipe Fünfter. Am 2. November 2007 stand er in Saas-Fee mit dem 3. Platz erstmals auf dem Podium im FIS-Weltcup. Bei der Snowboard-Weltmeisterschaft 2009 in Gangwon-do erreichte er in der Halfpipe 7. Platz und wurde in der Disziplin Big Air am Ende 33.
Er fuhr bis 2017 sowohl in der Ticket to Ride World Snowboard Tour als auch bei FIS Wettbewerben.
Christian Haller besucht das  Hochalpine Institut Ftan, das eine Swiss Olympic Sport School ist.

## Erfolge
- Sieger, 2004 Burton European Open in Livigno, Italien
- Sieger, 2004 FIS Europacup, Männer
- 2. Platz, 2005 Burton European Open in Laax, Schweiz, Junioren
- Sieger, 2005 O’Neill Snowboard Jam in Davos, Schweiz, 15–16 (Alter)
- 2005, Einladung zum Air & Style Rookie Contest
- Sieger, 2006 Burton European Open (Slopestyle) in Laax, Junioren
- 2. Platz, 2006 Burton European Open (Halfpipe) in Laax, Junioren